# Una joya en el palacio
Una joya en el palacio (en hangul, 대장금; en hanja, 大長今; romanización revisada, Dae Jang Geum; McCune-Reischauer, Tae Chang Gǔm; Yale, Tay Cang Kum; significado, ‘Gran Jang Geum’) es una serie de televisión surcoreana de ficción histórica dirigida por Lee Byung-hoon y emitida en su país de origen por MBC, desde el 15 de octubre de 2003 hasta el 2 de marzo de 2004. Está basada en la figura de la doctora Jang Geum, quien es descrita en los Anales de la dinastía Joseon y otras escrituras de la época, como la primera mujer que desempeñó el cargo de Médico Real. Su vida es recreada desde sus inicios, hasta convertirse en doctora, mientras se muestra la cultura coreana tradicional, incluyendo la gastronomía, medicina y arquitectura de la época.
Es protagonizada por Lee Young Ae, quien interpreta el papel de Jang Geum, en un momento en que las mujeres tenían poca influencia en la sociedad, logrando superar sus objetivos con determinación y perseverancia, desde que se desempeñaba como aprendiz cocinera, esforzándose por aprender secretos de la cocina coreana, y posteriormente de medicina, para curar al Rey de sus diversas dolencias. Mientras la trama de la serie transcurre entre los años 1482 y 1544, durante los reinados de Seongjong, Yeonsan y Jungjong, en su emisión por televisión, Una joya en el palacio obtuvo un índice de audiencia de 46,3% en promedio y máximas de hasta 57,8%, finalizando como una de las series de televisión más vistas en la historia de la televisión surcoreana.
Su éxito desencadenó en la exportación a 91 países, obteniendo ganancias de 103.4 millones de dólares, en todo el mundo por concepto de derechos televisivos, y llegando a ser conocida como uno de los principales impulsores de la ola coreana, además de lanzar a la fama a la actriz Lee Young Ae. Debido al impacto que tuvo Una joya en el palacio en el turismo, en los lugares de grabación de la serie, construidos en Yangju, provincia de Gyeonggi, se estableció un parque temático homónimo. También fue adaptada, como una serie animada titulada El sueño de Jang Geum entre 2005-2007, y un musical con el mismo nombre entre 2007-2008, que mostraron la historia desde puntos de vista diferentes, pero centrándose en la vida de Jang Geum.

## Argumento

### Los primeros años de Jang-geum
Park Myeong-i es una aprendiz de Dama de la Corte (Gungyeo) que se desempeña como cocinera del Palacio real durante el reinado del rey Seonjong. Ella presencia cómo una de sus compañeras envenenaba la comida de la Reina Jeheon. La chica en cuestión era Choi Seong-geum, procedente de la poderosa familia Choi, una familia de comerciantes. Park informa sobre el asunto a la primera dama de la Corte (choigo sanggung, la Dama al cargo de los asuntos de la Familia Real, el puesto más alto al que puede ascender una mujer en Palacio), sin saber que los altos oficiales estaban conspirando contra la Reina. Temerosos de que se descubra el complot, deciden asesinar a Park en secreto suministrándole veneno, pero su mejor amiga y compañera, Han Baek-young, decide salvarla suministrándole el antídoto en el mismo veneno. 
El oficial Seo Cheon-soo  formó parte de un grupo de soldados que por órdenes del Rey obliga a tomar un veneno letal a la Reina destronada Jeheon quien antes de morir los maldice a todos jurando que si hijo la vengará, a causa de la culpa el oficial Seo cheon-Soo sufre un accidente de camino a su casa del cual es salvado por un ermitaño, quien le da una advertencia en torno a tres mujeres: a una de ellas se verá obligado a matar pero no morirá, a la otra la salvará pero morirá por su culpa, y la tercera lo matará, pero salvará muchas vidas. El oficial no entiende la advertencia hasta que recuerda el cadáver de la reina Jeheon, así que entiende el mensaje pero se aterroriza tanto que abandona su puesto de guardia real. Caminando por el bosque encuentra el cuerpo inconsciente de Park Myeong-i. Él la salva y luego se enamoran, se casan y tienen una hija inteligente llamada Seo Jang-geum.
En 1504, el nuevo rey Yeonsan-gun ordena investigar la muerte de la reina Jeheon (su madre). Para entonces, Jang-geum es una niña de ocho años que aprendió a guardar el secreto de la procedencia de su padre (sin saber la de su madre), puesto que si lo revelaba, sus padres serían sentenciados a muerte. Una día, Jang-geum y su padre (que se desempeñaba como carnicero) deciden ir a la feria del pueblo, pero en medio de un combate de lucha libre, Jang-geum le pide a su padre que participe y después de muchas insistencias logra comprometerlo a luchar, en el combate al resultar ganador y el perdedor lo acusa de trampa, al ser el padre supuestamente de clase baja lo amenazan con procesarlo y en su miedo la pequeña dice a una multitud burlona que su padre no era un plebeyo, sino un exguardia real. La noticia llega a los oídos de la Guardia Real, quienes estaban buscando a los involucrados en la muerte de la reina. Arrestan al padre de Jang-geum, quien sale corriendo en busca de la madre, ésta decide ir detrás de su esposo para tratar salvarlo y evitar que las arresten; disfraza a su hija de niño y busca la ayuda de su amiga que aún trabaja en la corte como cocinera, pero descubre la Dama Choi el encuentro y decide tenderles una trampa para poder callarla definitivamente. Finalmente son capturadas por los guardias y son arrestadas. En el camino, Myeong-i es herida en una emboscada organizada por mercenarios contratados por la familia Choi, quienes están decididos a matarlas. Antes de morir, Myeong-i le dice a su hija que se esfuerce por ser primera dama de la Corte, para que puedas escribir mi agobiante historia en el libro reservado a las Primeras Damas.

### Jang-geum en el Palacio
Por una serie de afortunados eventos Jang-geum entra al Palacio como aprendiz de cortesana, tutoreada por Han Baek-young (la dama Han), la mejor amiga de su madre. Afronta muchas pruebas donde demuestra su destreza e inteligencia en la cocina, trabajando más duro que otras chicas. Ya siendo una adolescente, conoce a un joven oficial llamado Min Jung-ho, quien se enamora de ella. También termina siendo rival de otra chica, Choi Geum-young, sobrina de Choi Seong-geum (la dama Choi), quien a pesar de no ser malvada está demasiado influenciada por la ambición de la dama Choi. El oficial Min había persuadido a Geum-young de mantener su integridad y honor, pero ella prefiere anteponer los intereses de su familia.

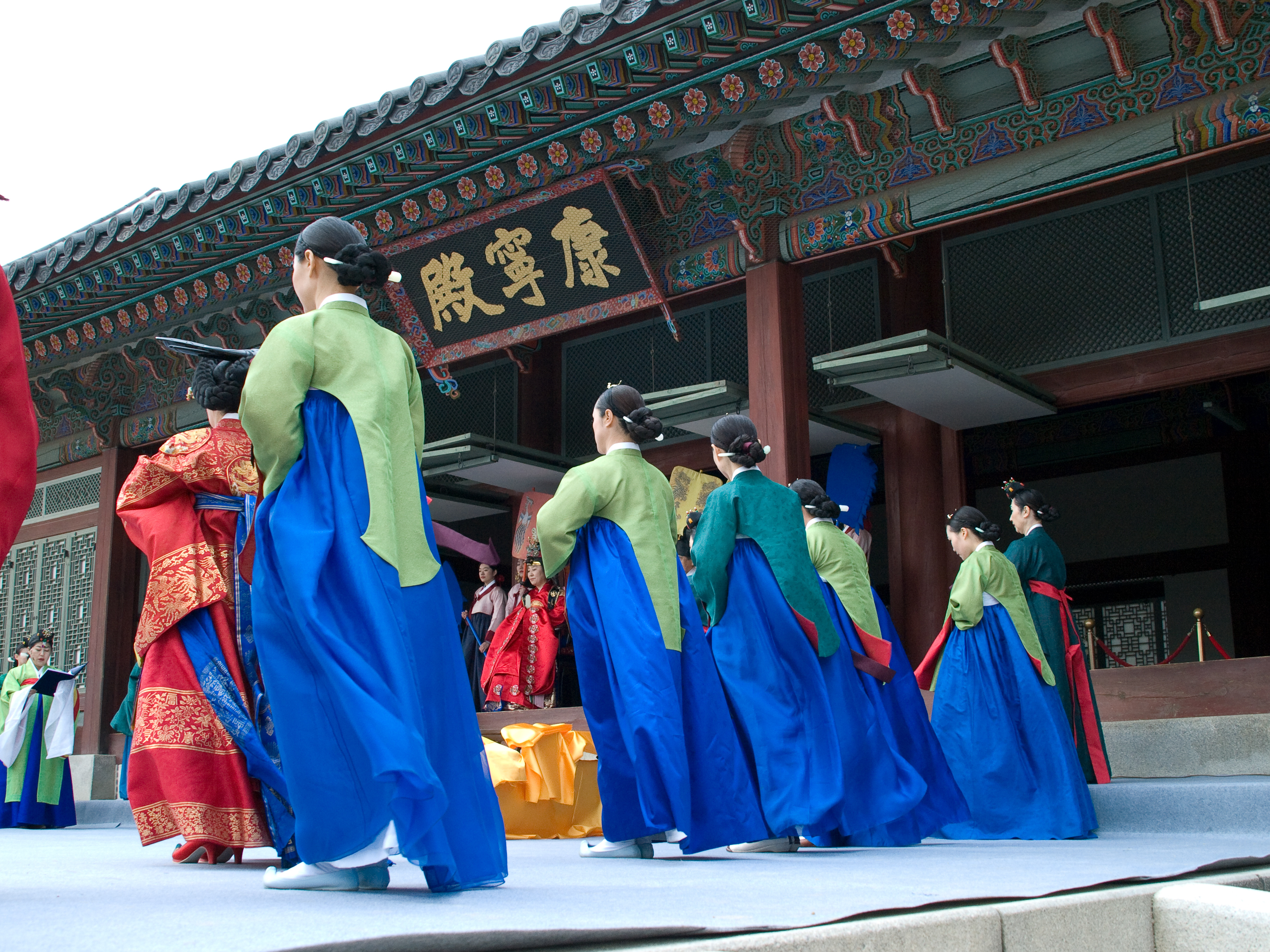
Escena de la telenovela

Algunos años más tarde, siendo Junjong rey de Corea, la dama Choi se propone llegar a ser la primera dama de la Cocina, un puesto que ha sido ocupado durante varias generaciones por la familia Choi. Jung Mal-geum (la dama Jung) quien ejerce como primera dama de la Cocina, se encuentra enferma y convoca a una competencia entre la dama Choi y la dama Han para elegir a la primera dama. La competencia sería ganada por la dama Han, así que la dama Choi y su hermano (quien tiene el monopolio de suministros de Palacio), en conjunto con uno de los ministros reales, organizan un complot para presentar a la dama Han y a su ayudante Jang-geum como traidores al rey. La dama Han decide asumir los cargos, en un esfuerzo por salvar a Jang-geum, pero ambas son desterradas a la isla Cheju y degradadas a sirvientas reales. La dama Han muere en el viaje, a causa de la tortura física, la dama Choi se convierte en primera dama y Jang-geum jura regresar al Palacio a tomar venganza.

### Destierro en la isla Cheju
El oficial Min Jung-ho es destinado a la guarnición real de la isla Cheju, en donde se entera de la presencia de Jang-geum. Le ofrece su ayuda, pero Jang-geum la rechaza, aun así el oficial Ming decide ayudarla en cualquier situación hasta su regreso al Palacio.
En la isla Cheju, Chang-geum conoce a Jang-deok, a quien confunde con una sirvienta real. Pronto descubre que es una famosa doctora, de temperamento fuerte y con quien tendría algunos problemas. La fama de la doctora Jang-deok llega al Palacio, en donde la habían solicitado para trabajar en el hospital del palacio, cargo que ha rechazado varias veces. Jang-geum descubre que si quería regresar a palacio debe estudiar medicina, así que solicita a la doctora Jang-deok ser su alumna. Uno de los amigos de Jang-geum, el doctor Jeong, quien se desempeñaba como médico del hospital real, la persuade de que desista de su empeño, puesto que su motivación era la venganza y no la vocación de servicio. Aun así, Jang-geum persevera hasta lograr un puesto como aprendiz de enfermera en el hospital real. 
Mientras era aprendiz, ella tuvo problemas con algunos profesores que la instaban a ser dama de compañía de varios miembros de la nobleza coreana (algo corriente en esa época, a pesar de los esfuerzos del rey Jungjong en proscribirlo). Ella supera esos problemas con ayuda de su mentor, y luego terminaría graduándose de médico, ganándose el derecho a ser doctora en entrenamiento en el Palacio Real.

### Regreso a Palacio
La situación en el Palacio al regreso de Jang-geum era muy distinta: la dama Choi era la primera dama, y luego fue promovida a Dama Jefa (el máximo cargo, con poderes en todas las dependencias reales, sólo rendía cuentas a la reina) después de derrocar a la anterior. El oficial Ming fue ascendido a teniente, es el secretario real y miembro del gabinete. Yeon-sang, una de sus compañeras y amigas de infancia, se convierte en concubina real. Geum-young es la primera dama de la cocina.
Jang-geum se dispone a trabajar, ahora bajo presión de los doctores reales, de Geum-young y de sus compañeras de trabajo, en especial la doctora Park Yeol-i, al servicio de Geum-young y la dama Choi. Jang-geum descubre que una epidemia que azotaba al país es causado por unas verduras contaminadas, lo que le vale el agradecimiento del rey. Tiempo después, el rey sufre una extraña enfermedad, que el médico real diagnostica como Síndrome de Behcet e intenta curarlo con medicinas y tratamientos, pero sin éxito. Jang-geum descubre la cura experimentando en la aldea.
Una serie de eventos conducen al arresto de los miembros de la familia Choi, el médico real, la doctora  Park Yeol-i y varios ministros por alta traición. Todos ellos son arrestados y desterrados, excepto la dama Choi, quien logra escapar, pero muere al caer por una colina. Geum-young pierde su posición como primera dama y es desterrada. Chang-geum logra salvar su honor, el de su madre y el de la dama Han.

### La doctora Jang-geum
Jang-geum recobra su posición como dama de la corte para cumplir la promesa a su madre. Luego regresa a sus funciones de doctora, logrando salvar en varias ocasiones la vida de los miembros de la familia real y recibiendo su apoyo. El rey Jungjong decide otorgarle el título de oficial de 9° rango y médico personal del rey, siendo la primera mujer en hacerlo. Esto desencadena una controversia entre los miembros del gabinete y otros miembros del palacio, incluyendo la reina madre, quien le sugiere tomar a Jang-geum como concubina. El rey rechaza la solicitud. 
Tiempo después, el rey tuvo una recaída en su enfermedad, la que fue atendida exitosamente por Jang-geum. El rey la nombra médico personal, con el título honorífico de La grande y el título de oficial de 3° grado. Jang-geum se asusta, pero decide aceptar el nombramiento apoyado por el oficial Min. Sin embargo, pagaría un alto precio: para nombrar a Jang-geum su doctora, el rey destierra al oficial Min. La pareja se separa tristemente.
El rey tuvo otra recaída, pero esta vez sería más grave. Jang-geum, después de probar todos los métodos conocidos, sugiere al rey realizarle una cirugía, algo impensable para la época. La corte se niega a esa posibilidad, con lo que el rey terminaría muriendo con el tiempo. Antes de morir, envía un mensaje al exoficial Min pidiéndole que cuide de Jang-geum. Min acepta, así que la pareja sale a China como fugitivos. Ocho años después, la reina Munjeong descubre su paradero y los manda a traer. Para entonces, el rey Jungjong y el príncipe heredero habían muerto, así que la reina Munjeong es reina regente con gran poder. La pareja (que ya tiene una hija) regresa a palacio y la reina les restablece sus antiguos puestos, pero ellos rechazan la propuesta y deciden vivir como una familia lejos del palacio.

## Reparto

### Personajes principales
- Lee Young Ae como Seo Jang Geum.

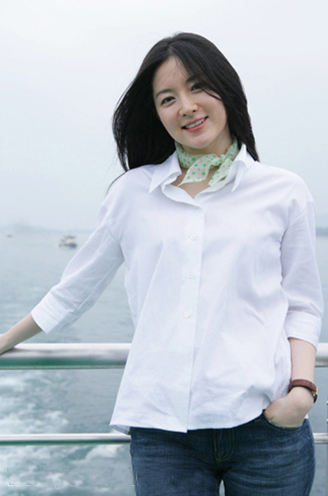
Lee Young Ae, actriz protagonista de Una joya en el palacio

  - Jo Jung Eun como Jang Geum (niña).
- Hong Ri Na como Choi Geum Yeong.
  - Lee Se Young como Geum Young (niña).
- Ji Jin Hee como Oficial Min Jung Ho.

### Personajes secundarios
- Im Ho como Rey Jungjong.
- Uhm Yoo Shin como Reina madre Jasun.
- Park Jung Sook como Reina Munjeong.
- Jung Ki Sung como Rey Yeonsangun.
- Lee Joo Hee como Reina madre Yun.
- Park Jung Soo como Park Yong Shin.
- Lee Sook as Park Yong Shin's assistant
- Choi Eun Sook como Tia de Choi Sung Geum.
- Yeo Woon Kye como Dama de la corte Jung Mal Geum.
- Yang Mi Kyung como  Han Baek Young.
- Kyeon Mi Ri como Dama de la corte Choi.
- Kim So Yi como Dama de la corte Min Mi Geum.
- Park Eun Hye como Lee Yeon Saeng.
- Choi Ja Hye como Chang Yi.
  - Joo Da Young como Chang Yi (joven).
- Lee Ip Sae como Yoon Young Roh.
- Baek Hyun Sook como In Dong.
- Kim Jung Ha como Dama de la corte Hoon Yook.
- Han Ji Min como Shin Bi.
- Lee Se Eun como Park Yeol Yi.
- Jeon In Taek como Doctor Jeong Yoon Soo.
- Park Eun Soo como Shin Ik Pil.
- Maeng Sang Hoon como Doctor Jung Woon Baek.
- Ji Sang Ryul como Jo Chil Bok.
- Kim Min Hee como Bi Sun.
- Lee Seung Ah como Eun Bi.
- Kang Jung Hwa como Jo Dong.
- Kim Kwang-kyu como un hombre sosteniendo una lámpara.
- Choi Jin-ho como líder Wae-goon.

## Conexión histórica
Jang-geum es un personaje histórico documentado en los Anales de la Dinastía Joseon, así como en libros de medicina de la época, sin embargo las descripciones y las referencias a ella fueron escasas y breves en su mayoría. Muchos historiadores aseguran que Jang-geum fue la primera mujer en ser médico real (incluso luego de cinco siglos hay pocas mujeres como médicos personales del Presidente de Corea). Sin embargo, algunos historiadores ponen en duda la veracidad de la historia, alegando que la brevedad de las referencias históricas y las costumbres de la época hacían difícil la existencia de una mujer médico real. de hecho, aún existe la duda de si Jang-geum era el nombre de una mujer o un nombre genérico para un funcionario de palacio [cita requerida].
Jang-geum no sería la única mujer notable que se menciona en la novela. La reina Munjeong (interpretada en la novela por Park Jeong-sook) gobernó Corea como reina regente por ocho años, siempre detrás de la Cortina de Bambú, lo que equivalía al poder absoluto. 
Durante el reinado del rey Jungjong, existieron dos facciones en conflicto: la facción Yanban (del ministro Oh) y la facción Shilin (del oficial Min y el ministro Pak, su superior). La facción Yanban creía que los descendientes del rey Seonjong (cuarto rey de Corea) estaban en el derecho de ocupar altos cargos, mientras que la facción Shilin creían en los méritos para optar por altos cargos en la corte. El rey Jungjong tomó las ideas de la facción Shilin para nombrar a su personal, incluyendo a Jang-geum como médico real, además de varias reformas legales.

## Suceso comercial e impacto cultural

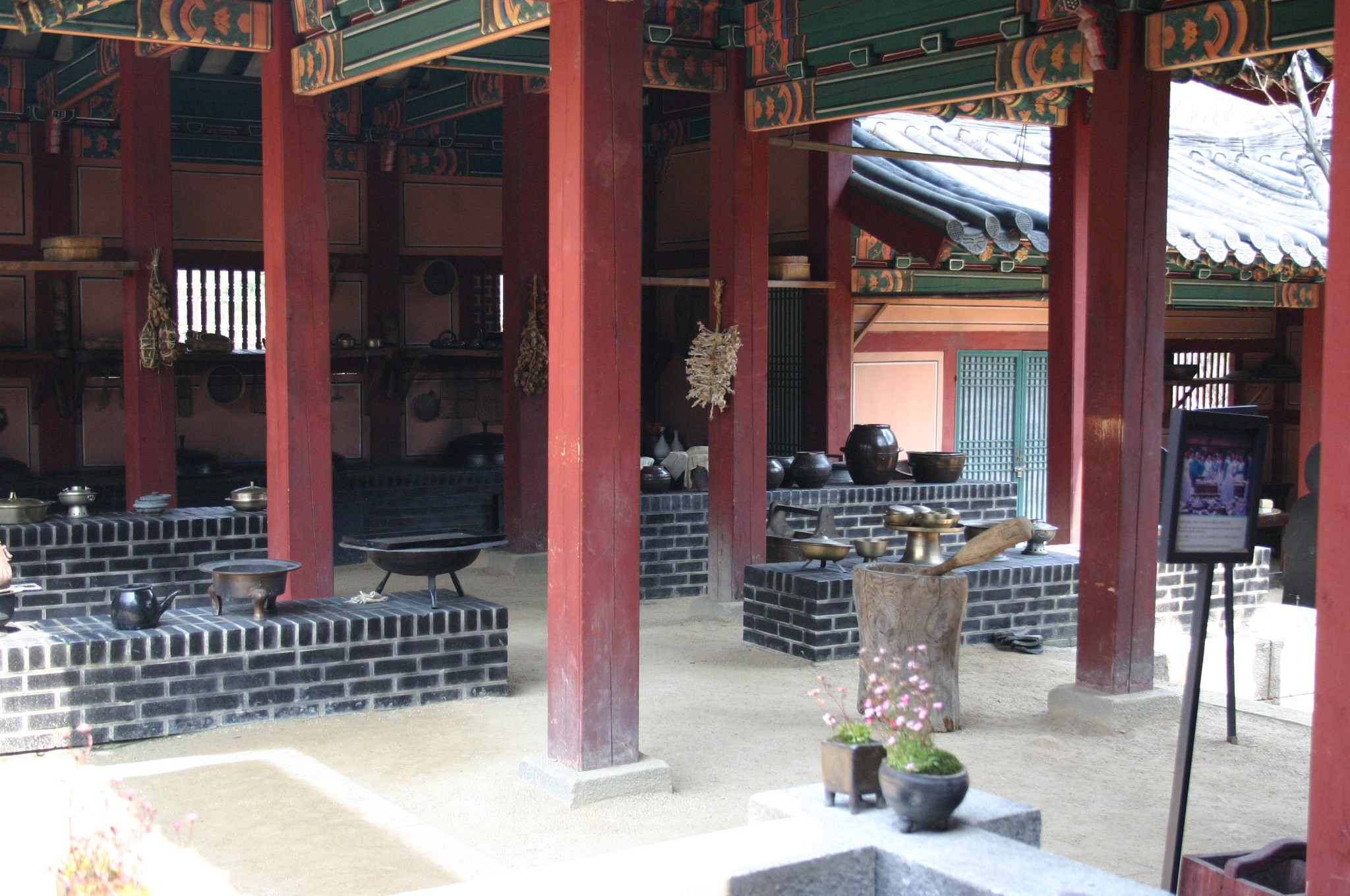
Cocina tradicional coreana, parte del Dae Jang Geum Theme Park ubicado en Yangju

Una joya en el palacio ha experimentado un amplio éxito en países del Lejano Oriente como China, Japón, Singapur, Malasia, Vietnam, entre otros, continuando con el movimiento llamado ola coreana que se hace presente en Asia desde el año 2000. además, la serie se ha distribuido en varios países de Europa, América del Norte, América del Sur y Oceanía. 
Exhibido en Corea del Sur en septiembre de 2003, la serie tuvo un promedio de audiencia de 45.8%, y un máximo histórico de 57.1%, convirtiéndiose en una de las series con más nivel de sintonía en Corea del Sur.
El éxito de la serie ha servido para que la Oficina de Turismo de Corea del Sur utilizara las escenas de rodaje de Una joya en el palacio con fines turísticos. La serie se filmó en varias zonas de Seúl, la isla Cheju y algunas praderas de Corea, y en el año 2004 se inauguró el Dae Jang Geum Theme Park en Yangju, en la provincia Gyeonggi.
La serie ha sido transmitida en países de América Latina donde ha obtenido popularidad siendo doblada al español en México. En dicho la doblaje la serie fue editada para que la duración de los capítulos fuera de 30 minutos, lo que tuvo como consecuencia la eliminación de varias escenas aunque a pesar de esto la historia mantiene continuidad como en la versión original.
Así mismo, se realizó en el año 2007 unos dibujos animados basado en la teleserie, llamada Jang Geum's Dream, producida por MBC y Heewon Entertainment, y que narraba los años de juventud de Jang-geum.

## Emisión internacional
- Bangladés: BTV (2012).
- Barbados: CBC TV8 (2012).
- Bolivia: Bolivia TV (2021-2022; 2024)
- Bosnia y Herzegovina: TVR1 (2010).
- Brunéi: RTB2 (2007).
- Camboya: TV5 (2005).
- Canadá: Fairchild TV (2005).
- China: Hunan TV (2005).
- Colombia: Telecafe (2010).
- Costa Rica: Canal 13 (2009).
- Ecuador: Ecuador TV (2009).
- Egipto: ERTU (2006).
- El Salvador: Canal 12 (2009-2010), Canal 77 Usulután (2018) Canal 77 Usulután (2022),Canal 77 Usulután (de diciembre de 2022 al 10 de enero de 2023) .
- Emiratos Árabes Unidos: Dubai One (2007).
- Estados Unidos: AZN (2005), KBFD-TV (2005), WOCH-CA (2005) y KTSF-TV (2005).
- Filipinas: GMA Network (2005 y 2014) y Teleasia (2013).
- Ghana: TV3 (2006) y TV Africa (2009).
- Granada: GNN.
- Grecia: TV 100 (2013).
- Guatemala canal 3 (2020)
- Hong Kong: TVB (2005).
- Hungría: M1 (2008, 2009).
- India: DD National (2007).
- Indonesia: Indosiar (2005-2006).
- Irán: IRIB 2 (2006-2007).
- Israel: Viva (2010-2011).
- Japón: KNTV (2003-2004), NHK-BS2 (2004-2005), NHK G (2005), LaLaTV (2008), TBS-TV (2009), TV Tokyo (2012), BS-Japan (2013) y BS Nippon (2015).
- Jordania: MEM (2006).
- Kenia: NTV (2009).
- Malasia: 8TV (2004).
- México: TV Mexiquense (2009).
- Mongolia: UBS (2004).
- Nigeria: AIT (2008).
- Nueva Zelanda: Triangle TV (2009).
- Pakistán: PTV (2015).
- Perú: TV Perú (2008-2009).
- Puerto Rico: WIPR-TV (2010).
- Rumanía: TVR1 (2009).
- Rusia: STS (2007).
- Singapur: VV Drama (2005, 2012) y Channel U (2006).
- Sri Lanka: Jathika Rupavahini (2012) y Nethra TV (2013).
- Tailandia: Channel 3 (2005).
- Taiwán: GTV (2004) y CTS (2009).
- Tanzania: ITV (2008).
- Trinidad y Tobago: CCN TV6 (2011).
- Turquía: TRT 1 (2008).
- Uzbekistán: Uzbekistan Channel (2005-2006).
- Venezuela: La Tele.
- Vietnam: VTV1 (2005).
- Zimbabue: AIT (2008).